# 화성 고정리 공룡알화석 산지
화성 고정리 공룡알화석 산지(華城 古井里 恐龍알化石 産地)는 대한민국 경기도 화성시 송산면 고정리에 있는 공룡 화석산지이다. 2000년 3월 21일 대한민국의 천연기념물 제414호로 지정되었다.

## 개요
화성 고정리 공룡알 화석 산출지는 중생대 백악기에 형성된 퇴적층(기원전 8500만∼8300만년 경으로 추정)으로 시화호 간석지가 조성되기 이전에는 섬이었던 6∼7개 지점에서 공룡알 화석 및 알둥지가 발견되었다. 세계적으로 공룡알 화석이 발견된 곳은 대부분 중국과 몽골 지역이었으나 시화호처럼 많은 공룡알 화석이 한꺼번에 발견된  것은 매우 드문 경우이다.
시화호 화석지에는 가로·세로 50∼60cm 크기의 둥지 20여 개에서 둥지마다 5∼6개, 많게는 12개의 공룡알 화석이 발견되었다. 공룡알 화석은 보통 주먹 크기보다 작은 타원형으로 지름 11∼12cm이고, 큰 것은 14cm나 되며, 지금까지 모두 180여 개가 발견되었다. 현재 뻘로 덮여있는 부분에서도 뻘을 제거하면 더 많은 공룡알 화석이 발견될 것으로 보고 있다. 이 외에도 줄기에 마디가 있는 늪지 갈대 등의 식물화석과 생물의 흔적이 있는 화석도 대량 발견되었다. 전문가들은 공룡알 화석이 여러 퇴적층에서 발견된 점으로 미루어 시화호 일대가 약 1억년 전 공룡의 주요 서식지였던 것으로 추정하고 있다.
화성 고정리의 공룡알 화석 산출지는 공룡의 서식 근거지라는 증거 뿐만 아니라 당시의 환경 및 생태계 연구에 중요한 학술적 자료로서의 가치가 높다.

## 같이 보기
- 보성 비봉리 공룡알화석 산지 (천연기념물 제418호)
- 신안 압해도 수각류 공룡알 둥지 화석 (천연기념물 제535호)

## 참고 자료
- 화성 고정리 공룡알화석 산지 - 국가유산청 국가유산포털